# 水鸟寿思
水鸟寿思（日语：／ Mizutori Hisashi，1980年7月22日—），生于静岡縣静岡市，日本男子竞技体操运动员。他曾获得2004年夏季奥运会体操比赛男子团体全能金牌。他也获得多枚亚洲运动会奖牌。